# Anthony, Kansas
Anthony är administrativ huvudort i Harper County i Kansas. Orten har fått sitt namn efter politikern George T. Anthony. Enligt 2020 års folkräkning hade Anthony 2 108 invånare.

## Kända personer från Anthony
- Dennis Moore, politiker